# Tsubasa Oya
Tsubasa Oya (født 13. august 1986) er en japansk fodboldspiller.